# Matara (geslacht)
Matara is een geslacht van insecten uit de orde vliesvleugeligen (Hymenoptera) en de familie Ichneumonidae.

## Soorten
- M. cincta (Brulle, 1846)
- M. cyanea (Brulle, 1846)
- M. lecta (Cresson, 1868)
- M. rugosa (Brulle, 1846)
- M. suturalis (Brulle, 1846)
- M. venezuelensis (Cameron, 1887)